# Karin Strenz

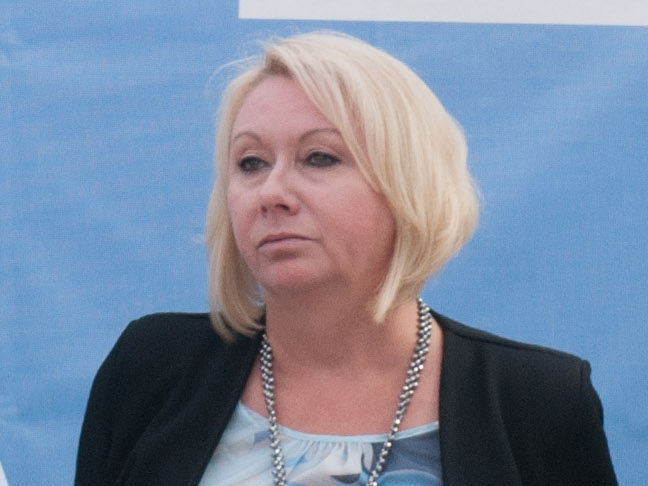
Karin Strenz (2016)

Karin Strenz (* 14. Oktober 1967 in Lübz als Karin Hellwig; † 21. März 2021 in Limerick) war eine deutsche Politikerin der CDU. Sie war von 2002 bis 2006 und von 2007 bis 2009 Mitglied des Landtags von Mecklenburg-Vorpommern und von 2009 bis zu ihrem Tod Mitglied des Deutschen Bundestages. International bekannt wurde sie vor allem durch ihre Verbindungen nach Aserbaidschan („Aserbaidschan-Affäre“) und die ihr im Zusammenhang damit vorgeworfene Lobbyarbeit und letztendlich bestätigte Bestechlichkeit.

## Leben
Karin Strenz absolvierte nach dem Besuch der Polytechnischen Oberschule „Willi Bredel“ in Lübz von 1984 bis 1987 zunächst eine Ausbildung zur Unterstufenlehrerin am Rostocker Institut für Lehrerbildung. Anschließend studierte sie bis 1989 an der Pädagogischen Hochschule Magdeburg das Sonderschullehramt und schloss mit dem Diplom ab. Danach arbeitete sie bis 1990 als Lehrerin an der Sonderschule in Wanzleben. Von 1990 bis 1992 absolvierte sie ein Zusatzstudium für das Lehramt für Sonderschulen an der Johann Wolfgang Goethe-Universität Frankfurt am Main. Danach kehrte sie nicht in den Schuldienst zurück, sondern arbeitete bis 2002 als Angestellte in einem Import- und Großhandelsunternehmen mit Sitz in Frankfurt am Main. Ab 2009 war sie selbstständige Unternehmensberaterin im Bereich Handel, Logistik und Cargo und vermittelte Immobilien.
Strenz war evangelisch-lutherisch und seit 1995 verheiratet. Mit ihrem Ehemann Kurt Strenz und dessen beiden Kindern lebte sie zuletzt in Schwerin.

## Tod
Im März 2021 unternahm Karin Strenz eine private Reise nach Kuba. Für den Rückflug am 21. März 2021 habe man die gesundheitlich bereits schwer Angeschlagene mit dem Rollstuhl ins Flugzeug schieben müssen. Sie verlor das Bewusstsein und nach einer Notlandung auf dem irischen Flughafen Shannon verstarb sie im Universitätskrankenhaus Limerick infolge eines „akuten Herzproblem[s]“.
Die Staatsanwaltschaft Schwerin richtete ein Rechtshilfeersuchen an Irland und leitete ein Todesermittlungsverfahren ein. Die Staatsanwaltschaft stellte dieses Verfahren am 25. August 2021 ein und teilte mit, man gehe von einer natürlichen Todesursache aus. Es gebe auch aus Irland keine Hinweise auf ein Fremdverschulden.

## Politische Laufbahn

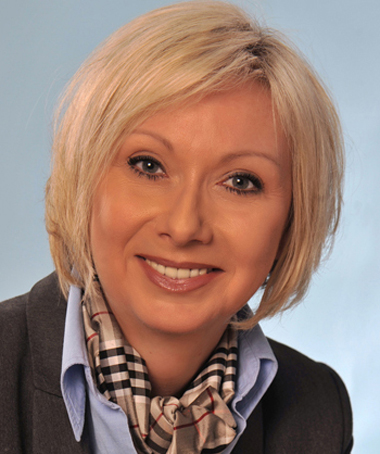
Karin Strenz (2009)

Ab 1999 vertrat Strenz, die ein Jahr davor in die CDU eingetreten war, ihre Partei im Parchimer Kreistag. 2001 wurde sie zur Vorsitzenden des CDU-Kreisverbandes Parchim gewählt und leitete seither die CDU-Kreistagsfraktion. Von 1999 bis 2005 war sie Mitglied im CDU-Landesvorstand Mecklenburg-Vorpommern. Dabei wirkte sie von 2001 bis 2005 als stellvertretende Vorsitzende des Landesverbandes. 2002 wurde Strenz erstmals in den Landtag gewählt. Als Direktkandidatin verlor sie in ihrem Wahlkreis Parchim II mit 30,0 % der Erststimmen gegen den amtierenden Ministerpräsidenten von der SPD, Harald Ringstorff, mit 48,5 % der Erststimmen, zog durch ihren Listenplatz 4 jedoch in den Landtag ein. Bei der Landtagswahl 2006 verlor Strenz die Direktwahl erneut gegen den SPD-Kandidaten. Durch den diesmal schlechteren Listenplatz 10 verpasste Strenz zunächst den Einzug in den Landtag. Am 5. November 2007 rückte sie für die ausgeschiedene Abgeordnete Kerstin Fiedler-Wilhelm nach. Strenz war arbeitsmarktpolitische Sprecherin der CDU-Landtagsfraktion.
Bei der Bundestagswahl 2009 zog Strenz über das Direktmandat im Wahlkreis 12 in den Deutschen Bundestag ein und legte im November 2009 ihr Landtagsmandat nieder. Ihr Nachrücker war André Specht. Im Bundestag saß sie als Ordentliches Mitglied im Verteidigungsausschuss, im Unterausschuss Bürgerschaftliches Engagement und im Sportausschuss. Als stellvertretendes Mitglied gehörte sie dem Sportausschuss an. Sie war Vorsitzende der Deutsch-Südkaukasischen Parlamentariergruppe.
Strenz erhielt bei der Bundestagswahl 2013 43,0 % der Erststimmen. Bei der Bundestagswahl 2017 genügten 30,0 % der Erststimmen im Wahlkreis 13 für das Direktmandat. Zur Bundestagswahl 2021 wollte sie nicht wieder kandidieren. Nach ihrem Tod rückte Maika Friemann-Jennert in den Bundestag nach.

## Vorwürfe der Bestechlichkeit und Wählertäuschung

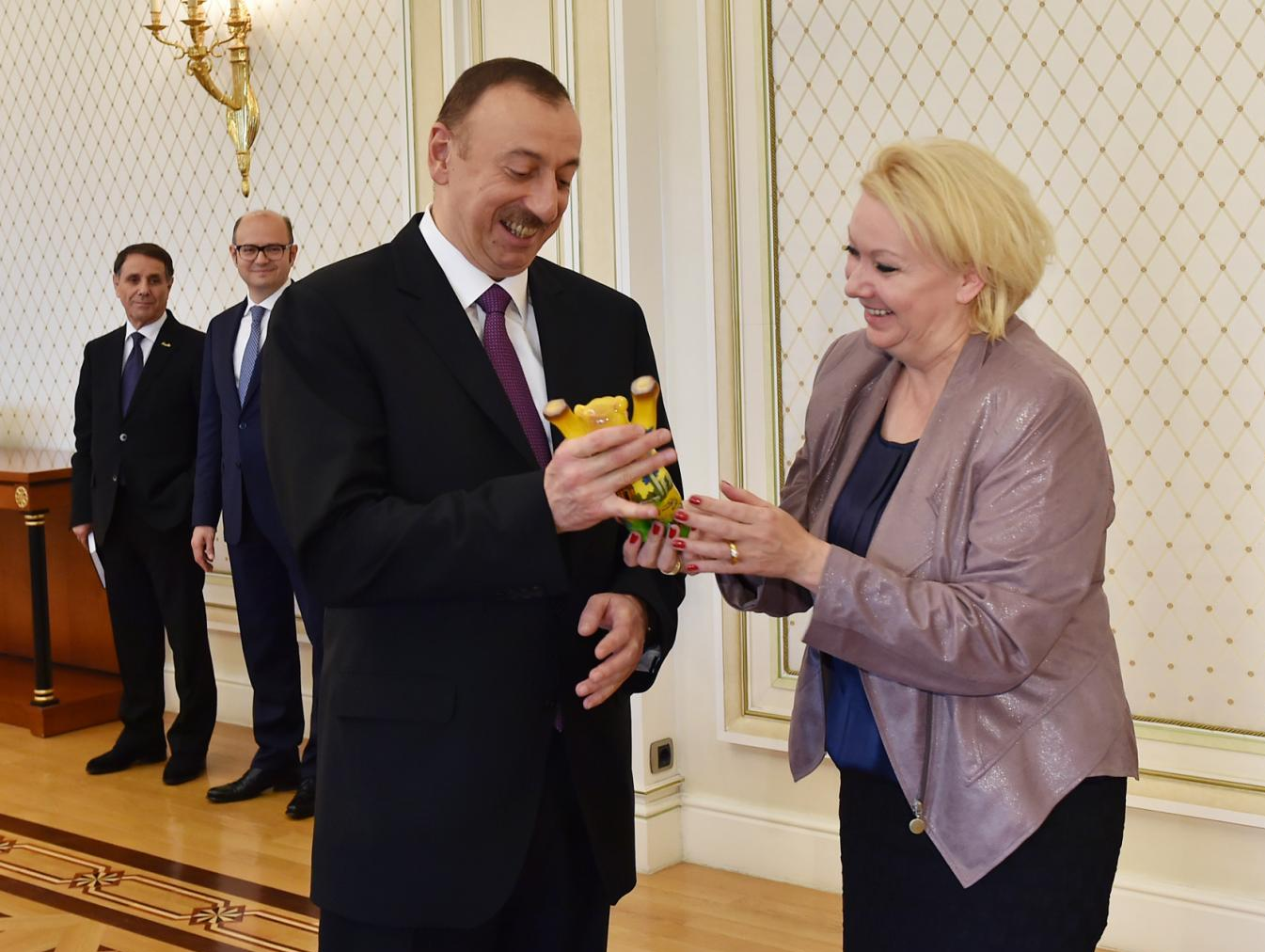
Strenz mit dem aserbaidschanischen Präsidenten İlham Əliyev

Eigenen Angaben zufolge reiste Strenz 2010 als Wahlbeobachterin nach Aserbaidschan, wo sie Gespräche mit dem damaligen CSU-Politiker Eduard Lintner über die Entwicklung vor Ort führte. 2015 war sie dort offizielle Wahlbeobachterin des Europarates. Anders als es die OSZE verlauten ließ, bescheinigte sie der damaligen Wahl einen geordneten und fairen Ablauf.
Im September 2017 berichteten Süddeutsche Zeitung und Report Mainz über Strenz’ ausgeprägte pro-aserbaidschanische Haltung. Als Beispiel wurde angeführt, dass sie 2015 als einzige deutsche Abgeordnete in der Parlamentarischen Versammlung des Europarates gegen eine Forderung zur Freilassung politischer Gefangener in Aserbaidschan gestimmt hatte. Als Hintergrund ihrer „auffälligen Unterstützung“ des dortigen Regimes wurden finanzielle Zuwendungen ausgemacht. Geldgeber sei die von Eduard Lintner geführte Firma Line M-Trade gewesen, die als Finanzier aserbaidschanischer Lobbyarbeit gilt. Strenz gab auf ihrer Bundestagsseite den Erhalt mehrerer Zahlungen von M-Trade – in der Summe mindestens 22.000 Euro – in den Jahren 2014 und 2015 als Nebentätigkeit an, ohne jedoch einen Grund dafür zu nennen. Nach den Regeln des Bundestags hätte sie diese Einnahmen innerhalb von drei Monaten als Nebeneinkünfte melden müssen. Erst Ende Februar 2016 zeigte sie die Summe bei der Bundestagsverwaltung an. Auf NDR-Anfrage erklärte Strenz, sie habe erst ihre Steuererklärung und den Steuerbescheid abwarten wollen, um dann die Angaben beim Bundestag zu tätigen. Ihrer Behauptung, von der Arbeit von M-Trade für die aserbaidschanische Regierung nichts gewusst zu haben, widersprach Lintner. Der Verband LobbyControl warf Strenz Wählertäuschung vor. Durch die verspätete Angabe ihrer Nebenverdienste habe sie Geschäftsinteressen nach Aserbaidschan vernebelt –, bei einer regelkonformen Veröffentlichung der Einkünfte hätte sie im Juni 2015 nicht als Wahlbeobachterin des Europarates in Aserbaidschan eingesetzt werden dürfen.
Nach Bekanntwerden dieser Anschuldigungen bezichtigte der SPD-Bundestagsabgeordnete Frank Schwabe die Abgeordnete Strenz der Korruption. Er warf ihr auch vor, fälschlicherweise Interessenkonflikte negiert zu haben, als sie der aserbaidschanischen Regierung im Rahmen einer Wahlbeobachtungsmission eine demokratische Parlamentswahl bescheinigte. Auf die Vorwürfe von Seiten Schwabes reagierte Strenz über ihren Anwalt mit einer Abmahnung. Schwabe blieb bei seinen Anschuldigungen und kündigte an, seine Meinung auch vor Gericht verteidigen zu wollen. Ihre Position als stellvertretende Vorsitzende der Interessenorganisation Deutsch-Kasachische Gesellschaft ergänzte Strenz später in ihrem Bundestagsprofil. Als Folge auf ihr Verhalten berief die CDU/CSU-Bundestagsfraktion Strenz ab 2017 nicht mehr in die neue Bundestagsdelegation beim Europarat ein.
Am 22. April 2018 veröffentlichte die Untersuchungskommission einen Bericht, in dem zahlreiche aktive sowie ehemalige Mitglieder der Parlamentarischen Versammlung des Europarats unter Korruptionsverdacht stünden, darunter auch Karin Strenz. Am 27. Juni 2018 verhängte das zuständige Gremium des Europarats ein lebenslanges Hausverbot gegen Strenz und andere ehemalige Mitglieder.
Im Jahr 2019 rügte der Deutsche Bundestag Karin Strenz für das verspätete Anzeigen veröffentlichungspflichtiger Zuwendungen. Das Präsidium des Bundestags verhängte eine Geldbuße von knapp 20.000 Euro. Damit verdeutlichte das Parlament, dass es sich um einen vorsätzlichen und gravierenden Verstoß gegen die geltenden Regeln für Abgeordnete handelte.
Am 30. Januar 2020 hob der Bundestag auf Antrag der Staatsanwaltschaft Frankfurt am Main die Immunität von Karin Strenz auf. In der Folge wurden ihr Abgeordnetenbüro sowie ihre Privatwohnung durchsucht. Hintergrund waren Ermittlungen wegen des Verdachts der Bestechlichkeit, Bestechung von Mandatsträgern und Geldwäsche gegen Karin Strenz sowie den ehemaligen CSU-Bundestagsabgeordneten Eduard Lintner, in deren Zuge insgesamt sechzehn Objekte durchsucht wurden. Strenz’ Verbleib als Mitglied der CDU/CSU-Fraktion wurde indes vielfach als inkonsequent bezeichnet.
Im Juli 2025 ließ das Oberlandesgericht München das Bestechungsgeld in Höhe von fast 150.000 Euro, das Strenz erhalten hatte, von ihrem Witwer einziehen.